# Bryum uliginosum
Bryum uliginosum là một loài Rêu trong họ Bryaceae. Loài này được (Brid.) Bruch & Schimp. mô tả khoa học đầu tiên năm 1839.